# Arborele Iudei

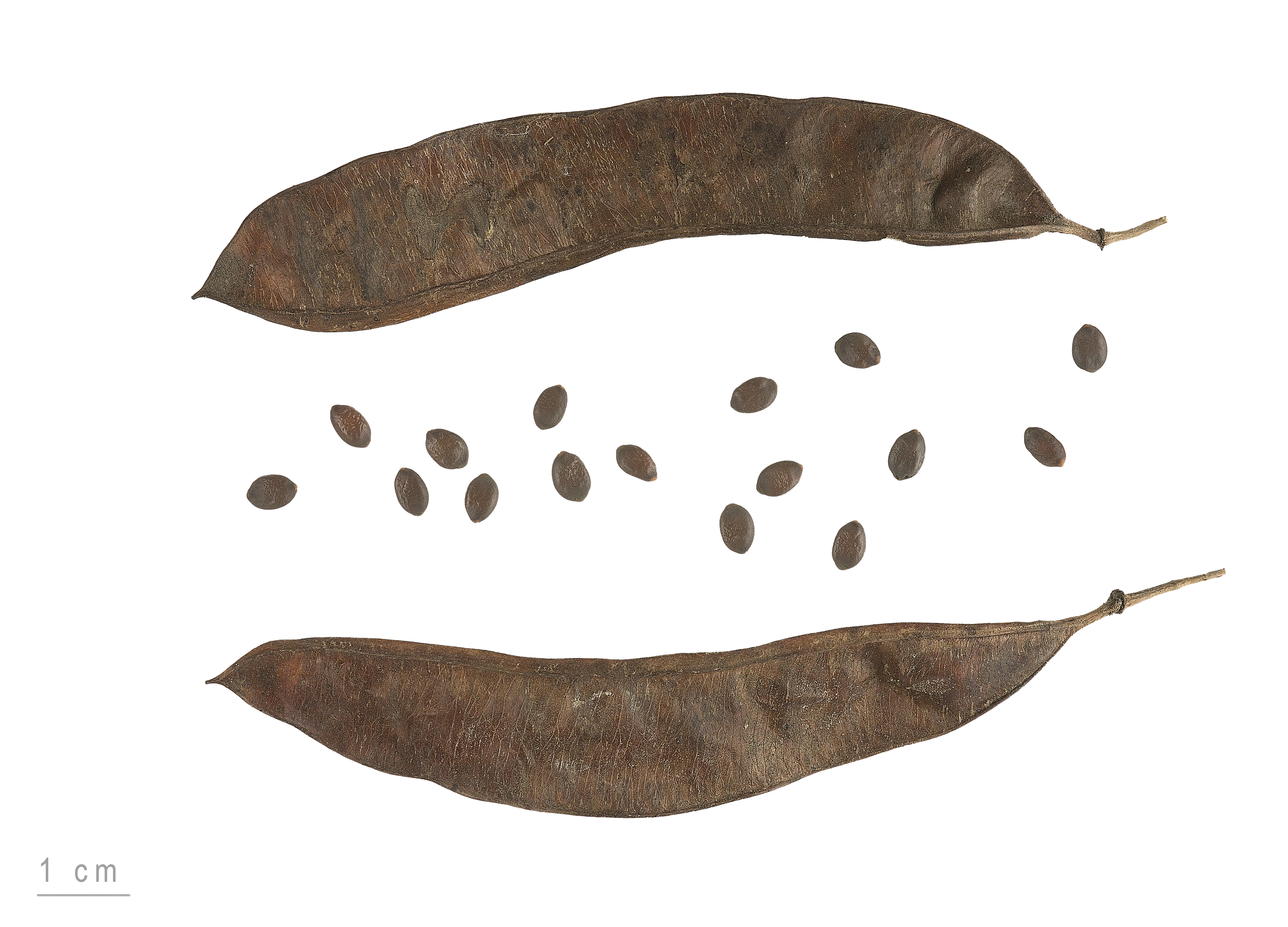
Cercis siliquastrum - MHNT

Arborele Iudei (Cercis siliquastrum) este un arbore exotic de circa 10 m, din familia leguminoaselor, originar din sudul Europei și vestul Asiei, cultivat ca plantă ornamentală în România, ale cărei flori roz apar în buchete pe trunchi și pe ramuri. Potrivit legendei, acesta este copacul de care Iuda Iscarioteanul s-ar fi spânzurat după trădarea lui Isus Hristos.

## Descrierea
Arborele iudei este un arbore exotic, cu talia de circa 10 m înălțime și coronament rar. Tulpina este acoperită de o scoarță negricioasă, fin crăpată. Lujerii sunt brun-roșcați, geniculați, cu numeroase lenticele.
Au muguri alterni, pubescenți, ovoconici, de culoare brun-verzuie, dispuși solitar sau câte 2-3 suprapuși și alipiți de ax.
Frunzele de circa 7-12 cm lungime sunt alterne, simple, întregi, lat-ovate, reniforme, glabre, palmat-nervate, lung-pețiolate (4-6 cm). 
Florile de circa 2 cm, grupate câte 3-6 în fascicule sesile, de tip papilionaceu, roz-purpurii sau roz-violacei, apar direct pe ramuri, chiar și pe tulpină. Înfloresc prin aprilie-mai, înainte de înfrunzire.
Fructele sunt păstăi dehiscente turtite, negricioase,  de circa 7-10 cm și rămân mult timp pe arbore. Semințele au o formă ovat-eliptică și sunt turtite, tari, de culoare brună. 

## Importanța
Arborele iudei este o specie arboricolă, ornamentală prin forma frunzelor și abundența florilor foarte timpurii. În România este cultivat ornamental în parcuri sau grădini, individual sau în  grupuri.